# Шевченко (Ростовская область)
Шевченко — хутор в Октябрьском районе Ростовской области.
Входит в состав Алексеевского сельского поселения.

## География

### Улицы
- ул. Заречная,
- ул. Подгорная,
- ул. Северная,
- ул. Степная,
- ул. Суворова.

## История
Основан в 1902 году как хутор Зацепин, в 1924 году; в честь 110 летия со дня рождения Т. Г. Шевченко, переименован в хутор Шевченко.
В 1933 году был организован колхоз «Красный Октябрь».

## Население
| 2010 |
| ---- |
| 322  |